# 1907 en Norvège
Chronologie de la Norvège
- 1903
- 1904
- 1905
- 1906
- 1907
- 1908
- 1909
- 1910
- 1911

Cet article présente les faits marquants de l'année 1907 en Norvège ou relatifs à la Norvège.

## Gouvernance
- Haakon VII est roi de Norvège.
- Christian Michelsen dirige le gouvernement jusqu'au 23 octobre, Jørgen Løvland lui succède.

## Événements
- Le Prix Nobel de la paix est attribué à Ernesto Teodoro Moneta et à Louis Renault (juriste).
- 20 mai : le roi de Norvège est reçu à Paris[1].

## Naissances
- Naissance en Norvège en 1907

## Décès
- Décès en Norvège en 1907